# Coöperatieve Fruit- en Groentenveiling 'Naaldwijk'

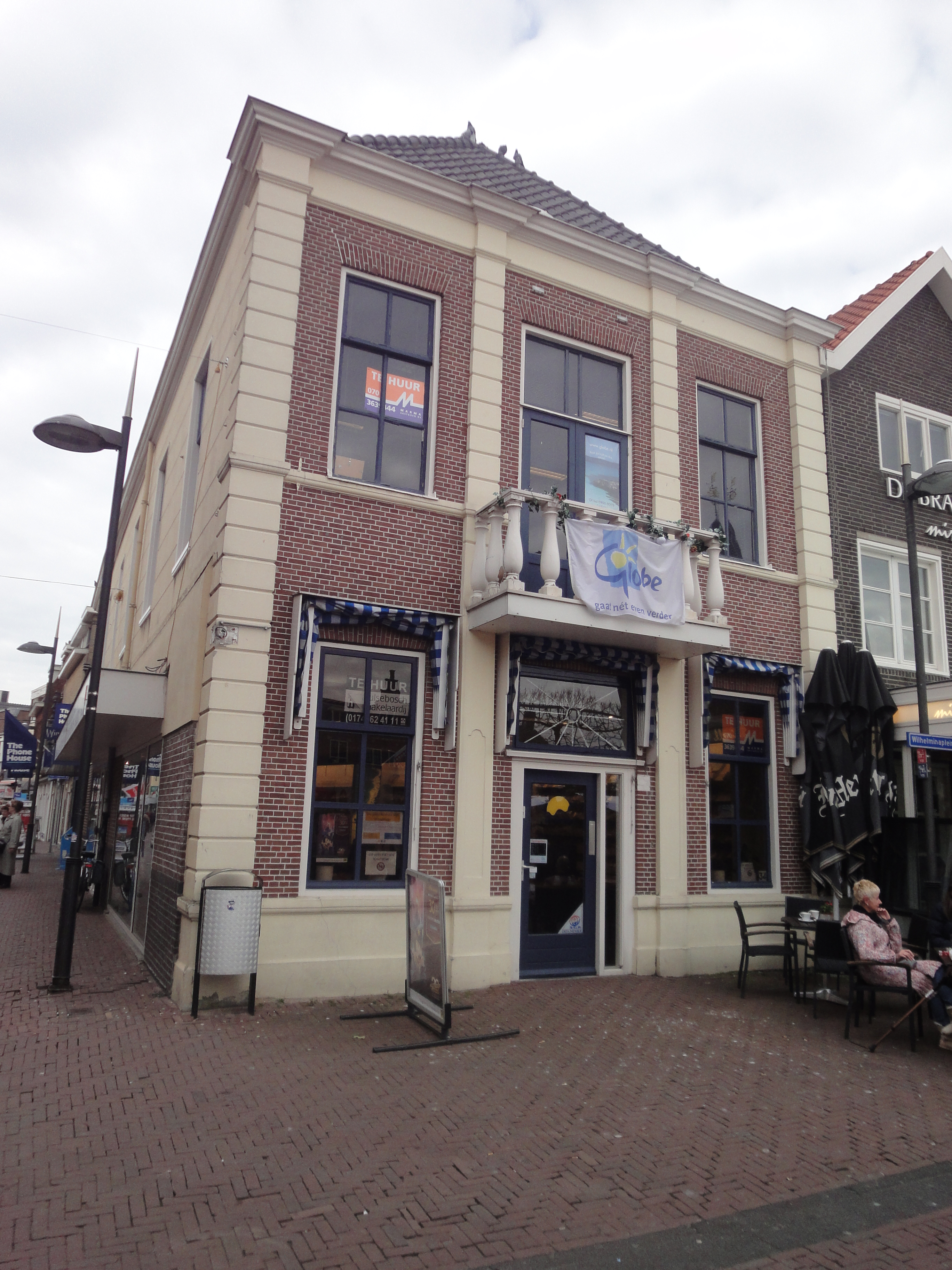
De eerste Naaldwijkse veiling werd van 1890 tot 1900 gehouden op de bovenverdieping van dit pand, voormalig hotel café Torenburg.

De Coöperatieve Fruit- en Groentenveiling 'Naaldwijk' of groenteveiling Naaldwijk was een groente- en fruitveiling, in Naaldwijk, Nederland, opgericht in 1889 en had de eerste veiling in juni 1890 in café Torenburg. De veiling is opgegaan in veilingvereniging Westland Zuid in 1972.

## Geschiedenis
De veilingvereniging werd opgericht om een betere positie te creëren tegenover de handelaren en moest bijdragen aan een betere prijsvorming van de tuinbouwproducten voor de tuinders. Op de bovenverdieping van het café Torenburg aan het Wilhelminaplein werden de tuinbouwproducten geveild. Het was een onhandige locatie. Het was 400 meter van de haven gelegen en de producten moesten iedere keer naar boven en naar beneden gedragen worden.
In 1900 kwam een nieuw veilinggebouw aan de haven, waar momenteel het Havenplein is. Al snel nadat de veiling in gebruik was bleek het niet te voldoen. De in- en uitgang was te smal en er was te weinig ruimte rondom het gebouw. De omzet van de veiling groeide sterk dus dit ruimtegebrek was een groot probleem. In 1907 werd onderzoek gedaan naar een nieuwe locatie. Die werd gevonden aan het Zuideinde, in Naaldwijk, waar in 1909 de nieuwe veiling in gebruik genomen werd. De veiling, ontworpen door A.G.W. Dessing, lag aan vaarwater en aan de tramlijn van de Westlandsche Stoomtramweg Maatschappij. Twee jaar later, in 1911 werd de veiling nog eens uitgebreid maar dit bleek niet genoeg. De veiling werd snel te klein door de enorme omzetgroei en verder uitbreiden op die locatie was niet verder mogelijk. Opnieuw moest er gezocht worden naar een nieuwe locatie.
In 1924 werd het terrein van de proeftuin Westland en een aangrenzende tuin aan de 's-Gravezandseweg aangekocht waar een modern veilinggebouw verrees. Naast een veilinggebouw kwam er een haven, fustloods en ruimtes voor kooplieden. Op 22 juli 1926 werd het complex feestelijk geopend.
| 1963   | 1967   | 1971   |
| ------ | ------ | ------ |
| 21.375 | 22.537 | 22.277 |

De omzetcijfers van Naaldwijk stegen tussen 1963 en 1971 nauwelijks vanwege de grote omschakeling naar de bloementeelt en de behoefte aan bouwgrond van de gemeente Naaldwijk.
In 1972, in een periode waarin veel Westlandse veilingen fuseerden, fuseerde de veiling met die van Monster, 's-Gravenzande, Zwartendijk en Woutersweg tot veilingvereniging Westland Zuid. De gebouwen werden grotendeels gesloopt en de haven gedempt om plaats te maken voor de nieuwe woonwijk Opstal. Een gebouw, dat in 1965 gebouwd was, bleef gespaard en werd na een verbouwing in gebruik genomen als brandweerkazerne en politiebureau.